# Partido Finlandés
El Partido Finlandés (en finés: Suomalainen Puolue) fue un partido político conservador fennómano en el Gran Ducado de Finlandia y en la Finlandia independiente. Nacido de los conflictos lingüísticos de Finlandia en la década de 1860, el partido buscó mejorar la posición de la lengua finesa en la sociedad finlandesa. Johan Vilhelm Snellman, Yrjö Sakari Yrjö-Koskinen, y Johan Richard Danielson-Kalmari fueron sus líderes ideológicos. El órgano principal del partido fue el periódico Suometar y posteriormente, Uusi Suometar, sus miembros a veces eran llamados Suometarianos (suomettarelaiset).

## Historia
El partido se comenzó a formar alrededor de un núcleo de intelectuales fennómanos en la década de 1860, pero se mantuvo formalmente desorganizado por décadas. Mejorar el estatus de la lengua finesa, especialmente la promoción de su uso en la educación, fue un asunto central desde el inicio. En las sesiones entre 1877 y 1878 de la Dieta de Finlandia el partido alcanzó un rol de liderazgo entre el clero y el campesinado, el cual se mantendría hasta 1904.
En la década 1880, una facción dentro del partido tomó una vista crítica de Rusia, finalmente escindiéndose y fundando el Partido Joven Finlandés en 1894. El Partido Finlandés buscó legitimidad a los ojos de las autoridades rusas y encontró cooperación con Rusia como forma de promulgar sus políticas idiomáticas. Cuando la rusificación empezó en 1899, los Jóvenes Finlandeses promovieron la resistencia pasiva, mientras que el Partido Finlandés, ahora llamado como los Viejos Finlandeses (vanhasuomalaiset), apoyaron el apaciguamiento. A pesar de que el partido mantuvo que los derechos de Finlandia estaban siendo violados,  enfatizó la importancia de mantener puestos oficiales en manos finlandesas y temió que la resistencia pudiera dirigir a una mayor pérdida de autonomía.
Aparte del tema central de la lengua, el partido defendió valores conservadores y apoyó muchas reformas sociales, especialmente durante el tiempo en el que Danielson-Kalmari fue su líder ideológico después de la muerte de Yrjö-Koskinen en 1903. En asuntos económicos, el  programa del partido en 1906 ubicó al partido en el centro político, entre el Partido Socialdemócrata por la izquierda y los Jóvenes Finlandeses por la derecha. Después de la reforma parlamentaria de 1906, el partido fue constantemente el mayor partido no socialista en las elecciones parlamentarias desde 1907 hasta 1917 y el segundo más grande después de los Socialdemócratas. Sin embargo, perdió escaños en cada elección, pasando de 59 parlamentarios en 1907, hasta 32 en 1917.
Después de la independencia finlandesa en diciembre de 1917 y la Guerra Civil de 1918, la rusificación ya no era un tema y la cuestión sobre la lengua había perdido una gran importancia en la política finlandesa. Los asuntos principales que mantuvieron unido al partido fueron secundarios a los temas económicos y constitucionales. A pesar de que habían acordado establecer una forma republicana de gobierno antes de la guerra, la jefatura del partido cambió hacia una monarquía constitucional. Los dirigentes del partido vieron en la monarquía un bastión  contra el socialismo y creyeron que la elección de un príncipe alemán como monarca garantizaría el apoyo militar de Alemania, pero el plan falló cuando la Primera Guerra Mundial acabó en una Armisticio del 11 de noviembre de 1918. En diciembre de 1918, los seguidores del partido se dividieron en dos partidos nuevos, una mayoría se fue al conservador y monárquico Partido Coalición Nacional y una minoría al liberal y republicano Partido Progresista Nacional.

## Resultados electorales
| Elección | Votos        | Votos  | Escaños | Escaños | Resultado             |
| Elección | N°           | %      | N°      | +/-     | Resultado             |
| -------- | ------------ | ------ | ------- | ------- | --------------------- |
| 1907     | 243.573 (#2) | 27,34% | 59/200  | Nuevo   | Gobierno de coalición |
| 1908     | 205.892 (#2) | 25,44% | 55/200  | 4       | Gobierno de coalición |
| 1909     | 199.920 (#2) | 23,62% | 48/200  | 7       | Gobierno de coalición |
| 1910     | 174.661 (#2) | 22,07% | 42/200  | 6       | Gobierno de coalición |
| 1911     | 174.177 (#2) | 21,71% | 43/200  | 1       | Gobierno de coalición |
| 1913     | 143.982 (#2) | 19,88% | 38/200  | 5       | Gobierno de coalición |
| 1916     | 139.111 (#2) | 17,49% | 33/200  | 5       | Gobierno de coalición |
| 1917a    | 299.516 (#2) | 30,17% | 61/200  | 5       | Gobierno de coalición |

a Resultados de la candidatura común con PSP y Partido Popular.

## Prominentes figuras del partido
- Johan Vilhelm Snellman (1806-1881)
- Yrjö Sakari Yrjö-Koskinen (1830-1903)
- Johan Richard Danielson-Kalmari (1853-1933)
- Lauri Ingman (1868-1934)
- Juho Kusti Paasikivi (1870-1956)